# Treinta y tres
El treinta y tres (33) es el número natural que sigue al 32 y precede al 34.

## Matemáticas
- Es un número compuesto, que tiene los siguientes factores propios: 1, 3 y 11. Como la suma de sus factores es 15 < 33, se trata de un número defectivo. La suma de sus divisores es 48.
- Un número semiprimo.
- Número libre de cuadrados.
- Número de la suerte.
- El 33º número primo es 137.
- Un número Repdigit.
- Es la suma de tres cubos diferentes: 33 = 8866128975287528 3 + (-8778405442862239) 3 + (-2736111468807040) 3.
- Número de Størmer.

## Otras ciencias
- Es el número atómico del arsénico (As)
- En la escala Newton es la temperatura a la que hierve el agua.
- En medicina, aprovechando las erres de su pronunciación, se usa en la auscultación de las vibraciones vocales trasmitidas, «Diga treinta y tres».
- Objeto astronómico del catálogo Messier M33  es una galaxia espiral localizada en la constelación del Triangulum.
- Objeto astronómico del Nuevo Catálogo General NGC 33  es un sistema de doble estrella en la constelación de Piscis.
- (33) Polyhymnia es un asteroide que forma parte del cinturón de asteroides.

## En lenguaje
- Es el número de letras en el alfabeto ruso.

## Religión
- Era la edad de Jesucristo cuando fue crucificado.
- Es el número de deidades del Vedismo.

## En otros campos
- Es el mayor grado dentro del Rito Escocés Antiguo y Aceptado de la Masonería.
- Es el código telefónico internacional de Francia.
- Treinta y Tres es una ciudad y cabeza de Departamento  de Uruguay.
- Es la cantidad de mineros que quedaron atrapados en el accidente minero de la Mina San José en Chile.
- Treinta y tres es un número popular entre los fanáticos de Fernando Alonso. Alonso tiene 32 victorias en la Fórmula 1 y si ganase una más tendría la ansiada suma de 33 victorias, La cual lleva esperándose más de 12 años.